# Deutscher Wetterdienst

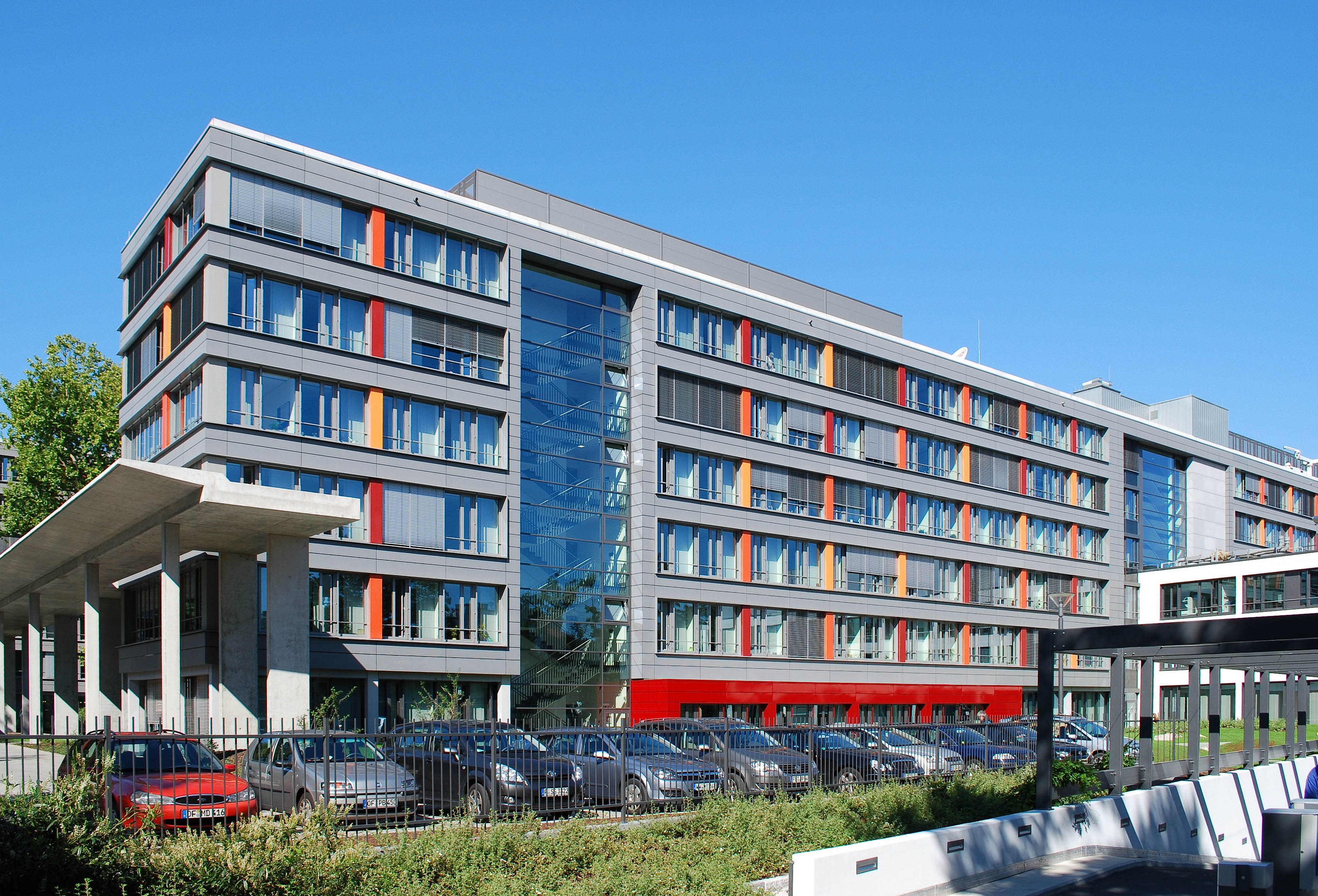
Deutscher Wetterdienst, Offenbach, Duitsland

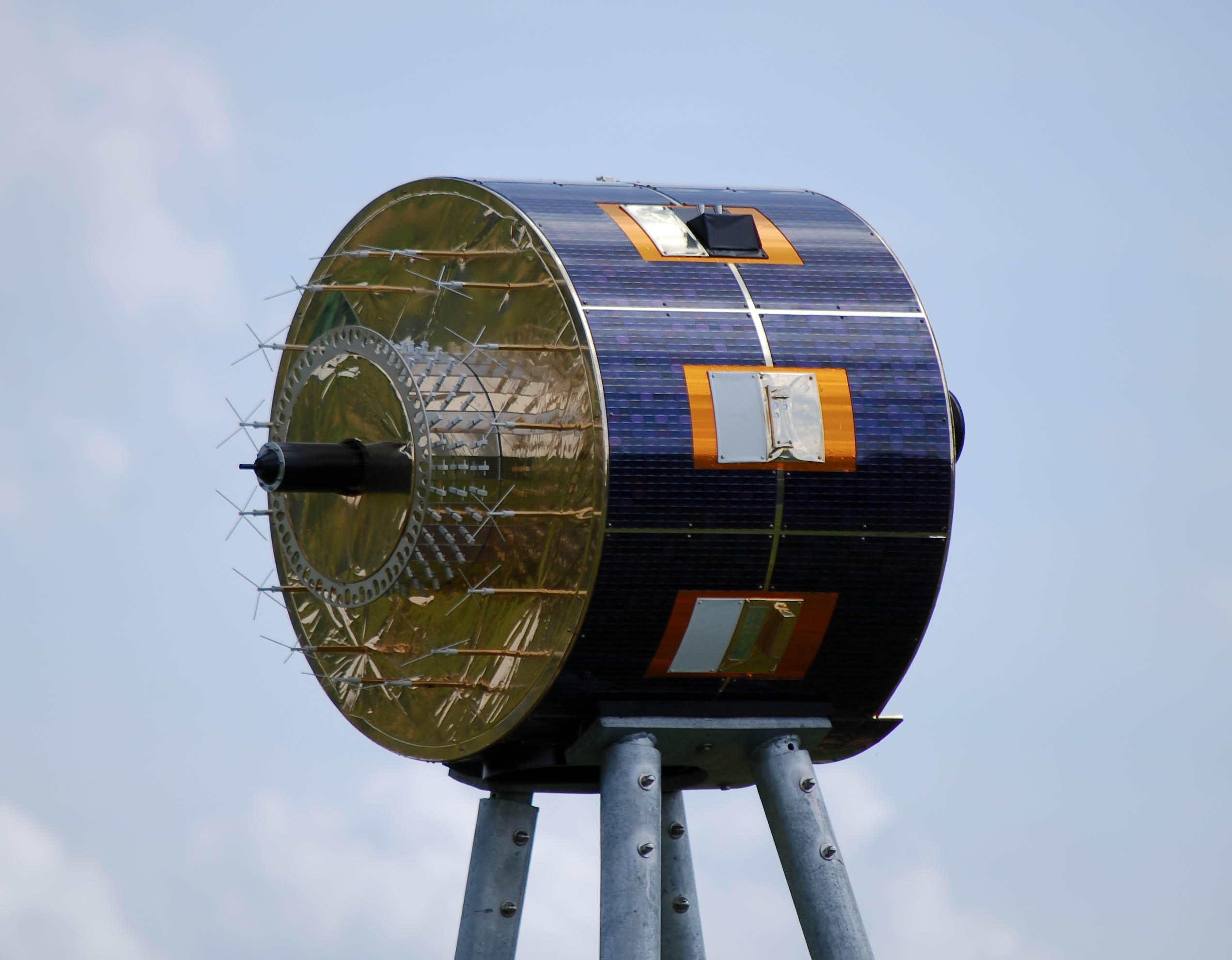
Wetterpark Offenbach, Duitsland

De Deutscher Wetterdienst, Duitse uitspraak: [ˌdɔʏ̯ʧɐ vɛtɐdiːnst], vaak afgekort als DWD, (vertaald uit het Duits als Duitse Meteorologische Dienst), gevestigd in Offenbach am Main, Duitsland, is een wetenschappelijk bureau dat toezicht houdt over weers- en meteorologische omstandigheden boven Duitsland en biedt zowel weerdiensten als specifieke diensten aan voor het grote publiek, bijvoorbeeld voor zeevaart, luchtvaart- of agrarische doeleinden Organisatorisch hoort het binnen het Federaal Ministerie van Verkeer en Digitale Infrastructuur. De hoofdtaak van de Duitse weerdienst is om te waarschuwen tegen gevaren gerelateerd aan het weer evenals de controle en tempoverandering in het Duitse klimaat. De organisatie volgt atmosferische modellen op hun eigen supercomputer om te helpen bij de taak van de weersvoorspellingen. De DWD is ook verantwoordelijk voor het beheren van het nationale klimaatarchief en beheert een van de grootste bibliotheken ter wereld die gespecialiseerd is in weer en klimaat.

## Geschiedenis
De DWD werd in 1952 opgericht door de weerdiensten van de westerse bezettingszones samen te voegen. In 1954 sloot de Bondsrepubliek Duitsland zich bij de Wereld Meteorologische Organisatie (WMO) aan. In 1975 werd het Europees Centrum voor Weersverwachtingen op Middellange Termijn (ECMWF) opgericht voor de numerieke weersvoorspelling tot tien dagen verder. In 1990, na de hereniging van de Duitse Democratische Republiek, integreerde de DWD de weerdiensten.
Sinds de jaren 1990 verminderde de DWD continu het aantal bemande weerstations, wat resulteerde in aanzienlijke personeelsbezuinigingen. Volgens de DWD is geen vermindering van de voorspellingskwaliteit te verwachten, aangezien technieken zoals weerradar of satellieten weergegevens globaal aanzienlijk verbeterden.

## Rekenkundige weersvoorspelling
De Deutscher Wetterdienst heeft hun wereldwijde hydrostatisch model, de GME sinds 2002 bedacht met behulp van een zeshoekig icosohedralrooster. Ze ontwikkelden het Hoge Resolutie Regionaal Model (HRM) in 1999, dat op grote schaal wordt gebruikt binnen de operationele en onderzoek meteorologische gemeenschappen en werkt met hydrostatische veronderstellingen. Het Duitse niet-hydrostatische Lokal-Modell voor Europa (LME) is in werking sinds 2002, en het toegenomen oppervlaktedomein is operationeel geworden op 28 september 2005. Sinds maart 2009 heeft de DWD een NEC SX-9 met een piekprestatie van 109 teraFLOPS om te helpen bij de weersvoorspellingsprocessen. In 2013 en 2014 werden daar een CRAY XC40 aan toegevoegd die boven de 500 teraFLOPS gaat.

## Openbare dienstverlening
Sinds 2005 publiceert de DWD regionale waarschuwingen tegen hitte, met als doel de warmte-gerelateerde sterfgevallen te verminderen. Deze beslissing werd genomen vanwege de hete zomer van 2003, toen naar schatting 7000 mensen stierven van directe of indirecte gevolgen van de hitte. Daarnaast verstuurt het de zeeweerberichten via radioteletype en fax. Sinds 2006 kan gratis op de DWD website worden ingeschreven voor stuifmeelwaarschuwingen. Binnen zijn plicht van primaire meteorologische informatie biedt de DWD dagelijks een gratis weerbericht voor Duitsland waarvoor kan worden ingeschreven op zijn officiële website via e-mail.

## Structuur
De Deutsche Wetteramt behoort tot het federale ministerie van Verkeer, Bouw en Stadsontwikkeling. Er is een nauwe band met de Duitse regering, de gemeenten, de economie, de industrie, het land en de staat met het oog op samenwerking en raadgeving. De taken vloeien voort uit de wet voor de DWD (Gesetz über den Deutschen Wetterdienst). De DWD kent  ruwweg 2600 vestingen. Naast het hoofdkantoor in Offenbach, zijn er regionale centra in Hamburg, Potsdam, Leipzig, Essen, Stuttgart en München. Bovendien runt de organisatie het Duitslands dichtste netwerk van meteorologische meetpunten met 183 fulltime meteorologische stations (60 van hen bemande), evenals over 1784 speciale weerstations gerund door vrijwillige amateurs (2014).